# Metropolis (Anatolië)
Metropolis was een oude Griekse stad in Ionië, nabij het huidige Torbalı in de Turkse provincie Izmir. De stad ligt zo'n 40 kilometer ten zuidoosten van de moderne Turkse metropool İzmir. Professor Recep Meriç van de Dokuz Eylül universiteit uit Izmir begon met veldwerk in de stad in 1972. De opgravingen begonnen in 1989 en hebben restanten bloot gelegd uit de Klassieke, Hellenistische, Romeinse, Byzantijnse en Ottomaanse perioden. Mogelijk hadden inwoners van Metropolis ook contact met Troje I, in het late Neolithicum. Ook zijn resten gevonden van mogelijke Hettitische invloed, een Hettitisch koninkrijkje lag maar op zo'n 30 kilometer afstand van de plek.

## Galerij

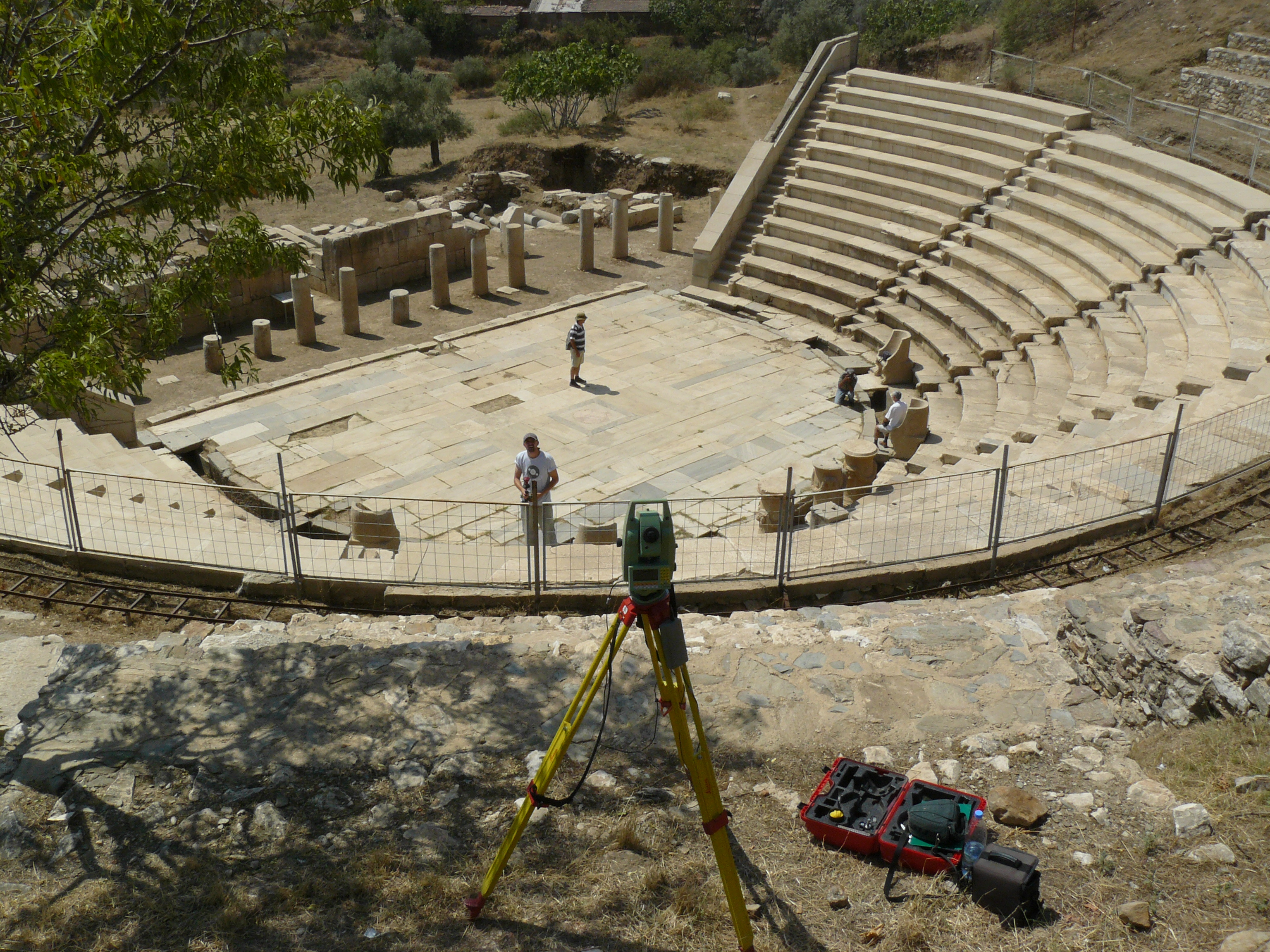
Het theater van Metropolis
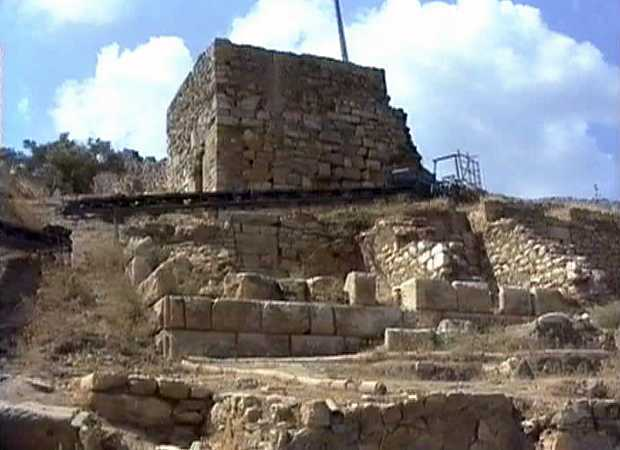
Een deel van de vestingwerken van Metropolis
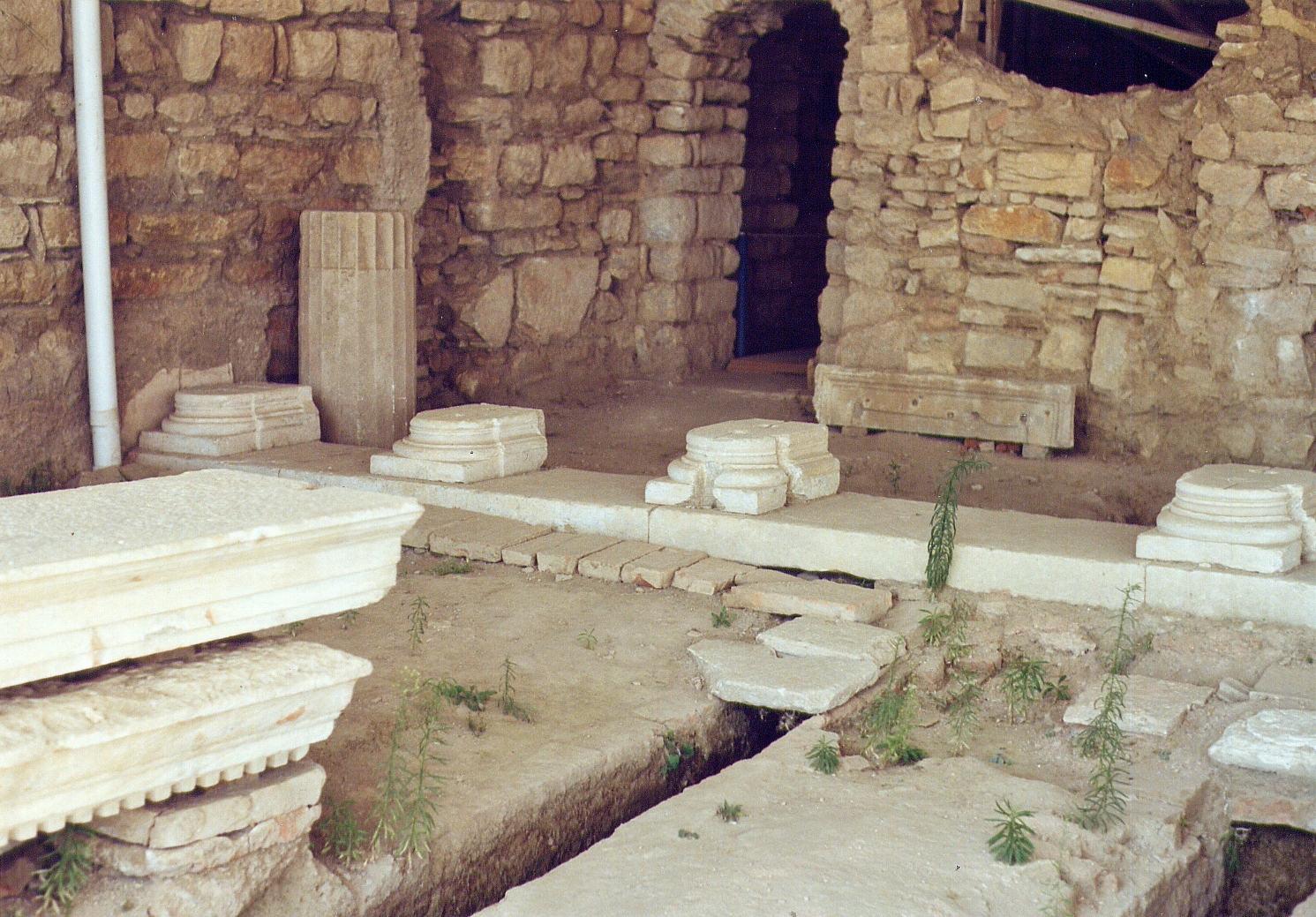